# 伊藤多賀之
伊藤 多賀之（いとう たかゆき、1976年8月31日 - ）は日本のシンガーソングライター。静岡県伊東市出身。
細根誠とブリーフ&トランクスを結成し、1998年にメジャーデビューした。

## 来歴
1976年8月31日、予定よりも3週間早く静岡県伊東市にて生まれる。その後、3歳（1979年）の夏に波に襲われる。母に救出され九死に一生を得るが、その時母親はなぜか笑っていた。それが人生初の記憶である。妹の夏子もその年に誕生。1980年、野間自由幼稚園に入園する。極度の人見知りで、人前に出ると泣いてしまうほどだった。
1983年、伊東市立旭小学校に入学。マイケル・ジャクソンの、「ビリー・ジーン」内の「ムーンウォーク」をマスターし、人気を集める。その姿はビデオ、「○ブ（○の中に「ブ」）」にて披露されている。中学入学前辺りに遊びで剃りこみをもみあげに入れたら、母親に「いつから不良になったんだ!?」と言われ、Gジャンを包丁にて八つ裂きにされた。
中学に上がり、校則のため坊主にする。負けず嫌いな性格であった。
14歳の頃、東京にてクラシックコンサートをやるという情報を聞き、部活をズル休みし、貯金通帳を無断で引き落としてまで東京へ足を運んだ。帰宅後、意外にも母は怒っていなく、笑顔で「よかったね。」と告げられた。その後、その親不孝な行動を挽回するため、猛烈に勉強するようになる。その甲斐あってか無事、高校に合格。
高校入学後間もなく、キザっぽく「サウンド・オブ・サイレンス」を鼻歌で歌っていたら突然友達でもない同級生（後の相方細根誠）に「ちょっとそれ、俺にもハモらせてくれよ。」と、声を掛けられる。
意気投合した伊藤と細根はブリーフ&トランクスを1993年4月に結成。家から高校に通うのが面倒になり、高1の秋から下宿を借りるようになる。
2000年末、内臓の病気（クローン病）になり、入院と共にブリーフ&トランクスを解散した。2011年末にも、再入院。
2001年にアルバム『ハト以上ヤマバト未満』を発売し、ソロのシンガーソングライターとしてデビュー。
2012年にブリーフ＆トランクス再結成。再結成後のアルバム『ブリトラ埋蔵金』（2019年）はすべてソロ時代の楽曲のアレンジカバーとなっている。

## 人物
一人称は「俺」だがライブやブログなどでは「僕」を使う。因みにクレームをつける時は「私」。視力は0.8で普段は眼鏡を掛けているがライブや写真撮影時は眼鏡は外している。また、解散後、爽やかなイメージから大人な雰囲気にしたい。という理由で髪の毛をカラーリングするようになったが、最近は「天然パーマです。」と言っている。
結婚はしておらず、今後結婚の予定もないため子供はいないが、姪と甥を可愛がっている。
音楽のバックボーンは小学生時代に聞いたクラシック音楽。このためJ-POPソングを初めとするAメロ→Bメロ→サビ、1番2番という構成に捉われない楽曲が多い。

## ディスコグラフィー
以下はソロ作品の記述。ブリーフ&トランクスとしての作品はブリーフ&トランクス#ディスコグラフィーを参照。
2006年に結成したナップサック（NapsaQ）としての作品はNapsaQを参照。

### オリジナルアルバム
1. ハト以上ヤマバト未満（2001年／配信中／2005年再発）
2. ぼくのパラサイト（2002年／配信中）
3. ゴリラから逃げてる時でも聴きたくなるCD（2004年）
  - しこり胸
  - 鈴虫ラーメン
  - 私の街
  - デレデン
  - メット族
  - ふとん乾燥機
  - まんげつ
  - 黒電話
  - メンズ差別
  - リサイクルマシーン
  - かかとスケスケ
4. オスシリンダー（2008年1月10日発売）
  - 野球拳
  - 893
  - 生活の知恵
  - 人間さん
  - 必要のない君へ
  - おじや狩り
  - 不協和音
  - グロリアス
  - タクシー
  - 元栓
  - 悲劇のファーストキス
  - 戦争ごっこ
  - コバエ

- 「ゴリラから逃げてる時でも聴きたくなるCD」収録曲の「まんげつ」について、伊藤は『真剣に美しいメロディーと歌詞を書いているつもり』と述べている。しかし結婚式の余興で披露すると新婦側の家族にドン引きされるらしく、実際に『アウト×デラックス』で披露した際には3フレーズ目で矢部浩之に「もうええよ！」と止められてしまった[12]。
- 「オスシリンダー」収録曲の「人間さん」は伊藤の姪とのデュエットソングである[13]。

### ベストアルバム
1. イリトロウルベレスルトロ(2011年3月9日)
  - ベレスルトロのテーマ
  - ホルモンを飲む瞬間
  - デレデン
  - 生活の知恵
  - 鈴虫ラーメン
  - ねこまんま
  - まんげつ
  - しこり胸（パワフル　Remix）
  - ムンクの叫び声
  - ユニットバス（現代バージョン）
  - 893
  - ベスト・オブ・ものまねアワー（マニア向け）
  - 人間さん
  - 月の裏側（Unplugged ver）
  - 団地妻の説教（ペロペロRemix）
  - メット族
  - 仮装大賞（続きバージョン）
  - 必要のない君へ
  - ミジンコフェチ

### ライブアルバム
1. 一人七役ライブ2003（2003年）
2. こってり祭り2006（2006年11月1日）

### マニアアルバム
1. 半ライス大盛り-マニア向け-（2003年）
  - せき
  - クーピーの誕生
  - 人工フカ
  - ねじれの位置
  - Who caught the fish?(幻のdemo)
  - グロリアス(demo)
  - 抱かれて3万円(demo)
  - 気になる(demo)
  - えせハードロック(demo)
  - たーくん&カンナ
  - ブレーカー
  - BCG
  - エイズと僕らはお友達(幻のdemo)
  - 背後霊たち
  - ディズニーランド別行動ツアー
  - ぬくもり
  - ゴムひも(demo)
  - 仮装大賞(demo)
  - 節電屋敷(demo)
  - ものまねアワー
  - 離婚届
  - つぶ塩事件
  - 遺書診察室
  - 隠し撮り(完全ノーカット版)
  - ジョボジョボ(demo)
  - マンホール(demo)
  - 主電源(demo)
  - ため息

### 映像
1. こってり祭り2006（2006年11月1日）

廃盤した「ぼくのパラサイト」を含むMOMINEKOが発売元のタイトルは2011年から少しずつ品切れとなり、2013年春ごろにはライブアルバムを除いてすべて品切れになってしまった。しかし、2012年7月11日に全作品ダウンロード販売が開始された。

## 出演
（ソロ時代のみ）

### ラジオ
- ヒルサイド・アヴェニュー-（2001年1月19日）
- Radio the Boom-（2005年2月3日）
- Suono Dolce-（2008年7月22日、2010年9月20日）
- 暁の自由時間-（2008年8月15日）
- DI:GA 茂木放送協会-（2010年10月16日）

### テレビ
- エンタメ情報Eナビ-（2005年3月25日）
- チョイス(Eテレ)-（2023年4月30日）
- きょうの健康　セレクション「“鼻炎”の悩み！解消法・この生活術で鼻炎を避ける」(Eテレ)-(2024年4月24日)

### テレビCM
- 静岡ラーメンCM

### インターネットテレビ
- ひかり荘-（2007年2月26日）
- 虎平太の熱っ!neTV-（2009年8月29日）

### 雑誌
- CCJAPANVol．65-2011年12月26日